# Poecilanthrax vexativus
Poecilanthrax vexativus is een vliegensoort uit de familie van de wolzwevers (Bombyliidae). De wetenschappelijke naam van de soort is voor het eerst geldig gepubliceerd in 1960 door Painter and Hall.